# Ulises Sosa
Óscar Ulises „Montañita” Sosa Figueroa (ur. 21 stycznia 1963) – gwatemalski piłkarz i trener piłkarski.

## Życiorys
Sosa w młodości występował na pozycji środkowego pomocnika w klubach Ayuntamiento Metropolitano i Tipografía Nacional. Posiada wykształcenie techniczne w zakresie rysunku technicznego w dziedzinie konstrukcji. Po zakończeniu kariery został trenerem bramkarzy, początkowo w akademii juniorskiej krajowego potentata – stołecznego klubu CSD Municipal. W latach 2005–2007 był równocześnie pomocnikiem Rogelio Floresa – trenera golkiperów w pierwszej drużynie Municipalu, współpracował z nim także jako trener bramkarzy w reprezentacji Gwatemali kobiet. 
W czerwcu 2008 Sosa dołączył do sztabu szkoleniowego Deportivo Marquense, z którym był związany przez kolejne pięć lat. W kwietniu 2011 wspólnie z Césarem Fonsecą na krótki czas został tymczasowym trenerem tego zespołu, po zwolnieniu szkoleniowca Césara Eduardo Méndeza. W późniejszym czasie współpracował z drugoligowym Barillas FC oraz był trenerem bramkarzy w Deportivo Coatepeque. Na przełomie marca i kwietnia 2015 jako tymczasowy szkoleniowiec poprowadził Coatepeque w ośmiu ligowych spotkaniach. 
Następnie Sosa po raz kolejny objął stanowisko trenera golkiperów w Deportivo Marquense, w sztabie szkoleniowca Sergio Pardo.  W styczniu 2017 został pierwszym trenerem zespołu – władze klubu ze względu na poważny kryzys finansowy nie były w stanie pozwolić sobie na zatrudnienie szkoleniowca o większej renomie. Ze względu na brak wymaganej licencji trenerskiej był wpisywany do protokołu meczowego jako kierownik drużyny, zaś w roli trenera figurował jego asystent César Fonseca. Ekipę Marquense prowadził bez większych sukcesów przez siedem miesięcy, po czym został zwolniony. Ze względu na poparcie wyrażone przez większość piłkarzy zarząd zdecydował się pozostawić go na stanowisku, by definitywnie zdymisjonować go już trzy dni później. Decyzją władz pozostał jednak w klubie w roli trenera bramkarzy.
Następnie Sosa do kwietnia 2019 prowadził czwartoligowy CD Tejutla, który ponownie objął w sierpniu 2019.